# Limnophora gilwensis
Limnophora gilwensis är en tvåvingeart som beskrevs av Shinonaga 2005. Limnophora gilwensis ingår i släktet Limnophora och familjen husflugor. Inga underarter finns listade i Catalogue of Life.